# ダノンベルーガ
ダノンベルーガ（欧字名:Danon Beluga、2019年2月7日 - ）は、日本の競走馬。2022年の共同通信杯の勝ち馬である。
馬名の意味は、冠名＋クジラ目の哺乳類。

## 戦績

### デビュー前
2019年2月7日、ノーザンファームにて出生。母コーステッドはアメリカの競走馬で、重賞勝利こそないものの、2016年のブリーダーズカップ・ジュヴェナイルフィリーズターフで2着に入着している。2017年秋のキーンランド・ミックスセールにてノーザンファーム代表の吉田勝己が130万ドルで落札、日本に輸入された。初年度はハーツクライが配合され、そして生まれたのが本馬である。
2019年セレクトセール当歳セッションに上場されると、(株)ダノックスに1億6000万円で落札された。

### 2歳（2021年）
11月21日の2歳新馬戦でデビュー。1番人気に推されたレースでは、中団後方でレースを進め直線で追い出すと、一気に突き抜け2着のバトルボーンに2馬身差をつけ優勝した。

### 3歳（2022年）
3歳初戦として初の重賞レースとなる共同通信杯に、松山弘平を鞍上に迎えて出走。中団からレースを進め直線で外から突き抜け、2着の1番人気ジオグリフに1馬身半差をつけ優勝。デビューから2連勝で重賞初制覇を果たした。
続いて、4月17日の皐月賞に出走。鞍上には新しく川田将雅を迎え、前年のJRA賞最優秀2歳牡馬であるドウデュースに次ぐ2番人気に推された。レースでは1番枠から道中は好位のインで脚をため、直線も抜け出そうとしたが、3頭にかわされ4着に敗れた。鞍上の川田は「この枠でできる最大限の走りをしてくれています。これが必ずダービーにつながってくると思うので、無事にダービーを迎えられればと思います」とコメントした。

## 競走成績
以下の内容は、JBISサーチ、netkeiba.com、エミレーツ競馬協会およびTotal Performance Dataの情報に基づく。
| 競走日     | 競馬場   | 競走名       | 格   | 距離（馬場）  | 頭 数 | 枠 番 | 馬 番 | オッズ （人気） | 着順 | タイム （上がり3F） | 着差  | 騎手        | 斤量 [kg] | 1着馬（2着馬）   | 馬体重 [kg] |
| ---------- | -------- | ------------ | ---- | ------------- | ----- | ----- | ----- | --------------- | ---- | ------------------- | ----- | ----------- | --------- | ---------------- | ----------- |
| 2021.11.21 | 東京     | 2歳新馬      |      | 芝2000m（良） | 8     | 6     | 6     | 001.70（1人）   | 01着 | R2:01.3（33.1）     | -0.3  | 0石橋脩     | 55        | （バトルボーン） | 498         |
| 2022.02.13 | 東京     | 共同通信杯   | GIII | 芝1800m（稍） | 11    | 8     | 10    | 003.90（3人）   | 01着 | R1:47.9（33.7）     | -0.2  | 0松山弘平   | 56        | （ジオグリフ）   | 502         |
| 0000.04.17 | 中山     | 皐月賞       | GI   | 芝2000m（良） | 18    | 1     | 1     | 005.00（2人）   | 04着 | R2:00.0（34.6）     | -0.3  | 0川田将雅   | 57        | ジオグリフ       | 504         |
| 0000.05.29 | 東京     | 東京優駿     | GI   | 芝2400m（良） | 18    | 6     | 12    | 003.50（1人）   | 04着 | R2:22.3（34.3）     | -0.4  | 0川田将雅   | 57        | ドウデュース     | 494         |
| 0000.10.30 | 東京     | 天皇賞（秋） | GI   | 芝2000m（良） | 15    | 3     | 5     | 007.30（4人）   | 03着 | R1:57.7（32.8）     | -0.2  | 0川田将雅   | 56        | イクイノックス   | 500         |
| 0000.11.27 | 東京     | ジャパンC    | GI   | 芝2400m（良） | 18    | 7     | 14    | 004.20（2人）   | 05着 | 02:24.3（34.4）     | -0.6  | 0川田将雅   | 55        | ヴェラアズール   | 500         |
| 2023.03.25 | メイダン | ドバイターフ | G1   | 芝1800m（Gd） | 14    | 4     | 2     | 003.50（1人）   | 02着 | R1:47.51（33.44）   | -0.12 | 0J.モレイラ | 57        | Lord North       | 計不        |
| 0000.08.20 | 札幌     | 札幌記念     | GII  | 芝2000m（稍） | 15    | 4     | 6     | 006.30（3人）   | 04着 | R2:02.8（37.1）     | -1.3  | 0J.モレイラ | 58        | プログノーシス   | 508         |
| 0000.10.29 | 東京     | 天皇賞（秋） | GI   | 芝2000m（良） | 11    | 4     | 4     | 014.00（4人）   | 04着 | R1:55.8（34.3）     | -0.6  | 0J.モレイラ | 58        | イクイノックス   | 500         |
| 0000.11.26 | 東京     | ジャパンC    | GI   | 芝2400m（良） | 18    | 5     | 10    | 032.50（6人）   | 06着 | R2:23.2（33.8）     | -1.4  | 0J.モレイラ | 58        | イクイノックス   | 498         |
| 2024.03.30 | メイダン | ドバイターフ | GI   | 芝1800m（良） | 16    |       | 4     | 007.90（4人）   | 03着 | R1:46.0             | -0.1  | 0J.モレイラ | 57        | Facteur Cheval   | 計不        |
| 0000.10.27 | 東京     | 天皇賞（秋） | GI   | 芝2000m（良） | 15    | 6     | 10    | 014.30（5人）   | 14着 | R1:58.3（34.1）     | -1.0  | 0C.デムーロ | 58        | ドウデュース     | 498         |
| 0000.11.24 | 東京     | ジャパンC    | GI   | 芝2400m（良） | 14    | 4     | 6     | 106.4（13人）   | 09着 | R2:26.2（33.4）     | -0.7  | 0松山弘平   | 58        | ドウデュース     | 492         |
| 0000.12.22 | 中山     | 有馬記念     | GI   | 芝2500m（良） | 15    | 7     | 14    | 122.4（15人）   | 09着 | R2:32.5（34.9）     | -0.7  | 0松山弘平   | 58        | レガレイラ       | 496         |

- 海外の競走の「枠番」欄にはゲート番を記載
- 競走成績は2024年12月22日現在

## 血統表
| ダノンベルーガの血統                   | ダノンベルーガの血統                  | ダノンベルーガの血統 | （血統表の出典）     | （血統表の出典） |
| 父系                                   | サンデーサイレンス系                  | サンデーサイレンス系 | サンデーサイレンス系 | [ § 2 ]          |
| 父 ハーツクライ 鹿毛 2001 北海道千歳市 | 父の父*サンデーサイレンス 青鹿毛 1986 | Halo                 | Hail to Reason       | Hail to Reason   |
| 父 ハーツクライ 鹿毛 2001 北海道千歳市 | 父の父*サンデーサイレンス 青鹿毛 1986 | Halo                 | Cosmah               |                  |
| 父 ハーツクライ 鹿毛 2001 北海道千歳市 | 父の父*サンデーサイレンス 青鹿毛 1986 | Wishing Well         | Understanding        | Understanding    |
| 父 ハーツクライ 鹿毛 2001 北海道千歳市 | 父の父*サンデーサイレンス 青鹿毛 1986 | Wishing Well         | Mountain Flower      |                  |
| 父 ハーツクライ 鹿毛 2001 北海道千歳市 | 父の母アイリッシュダンス 鹿毛 1990    | *トニービン          | *カンパラ            | *カンパラ        |
| 父 ハーツクライ 鹿毛 2001 北海道千歳市 | 父の母アイリッシュダンス 鹿毛 1990    | *トニービン          | Severn Bridge        |                  |
| 父 ハーツクライ 鹿毛 2001 北海道千歳市 | 父の母アイリッシュダンス 鹿毛 1990    | *ビューパーダンス    | Lyphard              | Lyphard          |
| 父 ハーツクライ 鹿毛 2001 北海道千歳市 | 父の母アイリッシュダンス 鹿毛 1990    | *ビューパーダンス    | My Bupers            |                  |
| 母 *コーステッド 鹿毛 2014 アメリカ    | 母の父Tizway 黒鹿毛 2005              | Tiznow               | Cee's Tizzy          | Cee's Tizzy      |
| 母 *コーステッド 鹿毛 2014 アメリカ    | 母の父Tizway 黒鹿毛 2005              | Tiznow               | Cee's Song           |                  |
| 母 *コーステッド 鹿毛 2014 アメリカ    | 母の父Tizway 黒鹿毛 2005              | Bethany              | Dayjur               | Dayjur           |
| 母 *コーステッド 鹿毛 2014 アメリカ    | 母の父Tizway 黒鹿毛 2005              | Bethany              | Willamae             |                  |
| 母 *コーステッド 鹿毛 2014 アメリカ    | 母の母Malibu Pier 栗毛 2007           | Malibu Moon          | A.P.Indy             | A.P.Indy         |
| 母 *コーステッド 鹿毛 2014 アメリカ    | 母の母Malibu Pier 栗毛 2007           | Malibu Moon          | Macoumba             |                  |
| 母 *コーステッド 鹿毛 2014 アメリカ    | 母の母Malibu Pier 栗毛 2007           | Blue Moon            | Lomitas              | Lomitas          |
| 母 *コーステッド 鹿毛 2014 アメリカ    | 母の母Malibu Pier 栗毛 2007           | Blue Moon            | To the Rainbow       |                  |
| 母系(F-No.)                            | (FN:16-a)                             | (FN:16-a)            | (FN:16-a)            | [ § 3 ]          |
| 5代内の近親交配                        | アウトブリード                        | アウトブリード       | アウトブリード       | [ § 4 ]          |
| 出典                                   | 1. 2. 3. 4.                           | 1. 2. 3. 4.          | 1. 2. 3. 4.          | 1. 2. 3. 4.      |

- 半妹に2024年秋華賞など重賞2着4回のボンドガール（父ダイワメジャー）がいる。